# Стела «Город воинской славы» (Владивосток)
Стела «Город воинской славы» — памятник, установленный во Владивостоке в ознаменование присвоения городу почётного звания Российской Федерации «Город воинской славы».

## История
Указом Президента Российской Федерации № 1333 от 4 ноября 2010 года городу Владивостоку присвоено почётное звание Российской Федерации «Город воинской славы».

УКАЗ

Президента Российской Федерации
О присвоении г. Владивостоку почётного звания

Российской Федерации «Город воинской славы»
За мужество, стойкость и массовый героизм, проявленные

защитниками города в борьбе за свободу и независимость Отечества,

присвоить г. Владивостоку почётное звание Российской Федерации 

«Город воинской славы»
Президент Российской Федерации

Д. Медведев
Москва, Кремль

4 ноября 2010 года
23 февраля 2011 года в Кремле состоялась церемония вручения грамот о присвоении звания городам, в числе которых был Владивосток. В соответствии с «Положением об условиях и порядке присвоения почётного звания Российской Федерации „Город воинской славы“», утверждённым Указом Президента Российской Федерации № 1340 от 1 декабря 2006 года, во Владивостоке, как и в других городах, удостоенных почётного звания «Город воинской славы», установлена стела с изображением герба города и текстом Указа Президента Российской Федерации о присвоении городу этого звания. 
Стела открыта 2 сентября 2012 года, в день 67-летней годовщины окончания Второй мировой войны. В торжественной церемонии участвовали губернатор Приморского края Владимир Миклушевский, глава Владивостока Игорь Пушкарев, председатель Законодательного собрания Приморского края Виктор Горчаков, председатель Думы города Владивостока Валерий Розов, командующий Тихоокеанским флотом Сергей Авакянц, председатель городского совета ветеранов Яков Кан, ветераны, представители Тихоокеанского флота, почетные граждане Владивостока, представители молодёжных патриотических клубов, духовенства, общественности города.
Стела установлена на главной площади Владивостока на Светланской улице, рядом с памятником «Борцам за власть Советов на Дальнем Востоке», в нескольких сотнях метров от бухты Золотой Рог. На торжественной церемонии открытия стелы глава города вручил памятный знак «Владивосток — город воинской славы» почетным жителям приморской столицы.
В 2014 году поступили в обращение почтовая марка и 10-рублёвая памятная монета России из серии «Города воинской славы», посвящённые присвоению Владивостоку почётного звания Российской Федерации. Ещё одним символом стал переданный в Музей истории Дальнего Востока имени В. К. Арсеньева Меч Победы, вручённый Владивостоку, как и другим городам воинской славы, 9 июня 2022 года в зале Славы Музея Победы в парке Победы на Поклонной горе в Москве. Изготовленный в Златоусте меч покрыт золотом высшей 999,9 пробы и инкрустирован уральскими самоцветами — гранатами, символизирующими пролитую кровь, и голубыми топазами, которые считаются символом мира. Длина мечей составляет 1,2 метра, вес — более пяти килограммов. На клинке, украшенном растительным орнаментом, высечены знаменитые слова князя Александра Невского: «Кто с мечом к нам придет, тот от меча и погибнет». Ранее, в апреле 2015 года, аналогичные Мечи Победы были переданы на вечное хранение городам-героям.

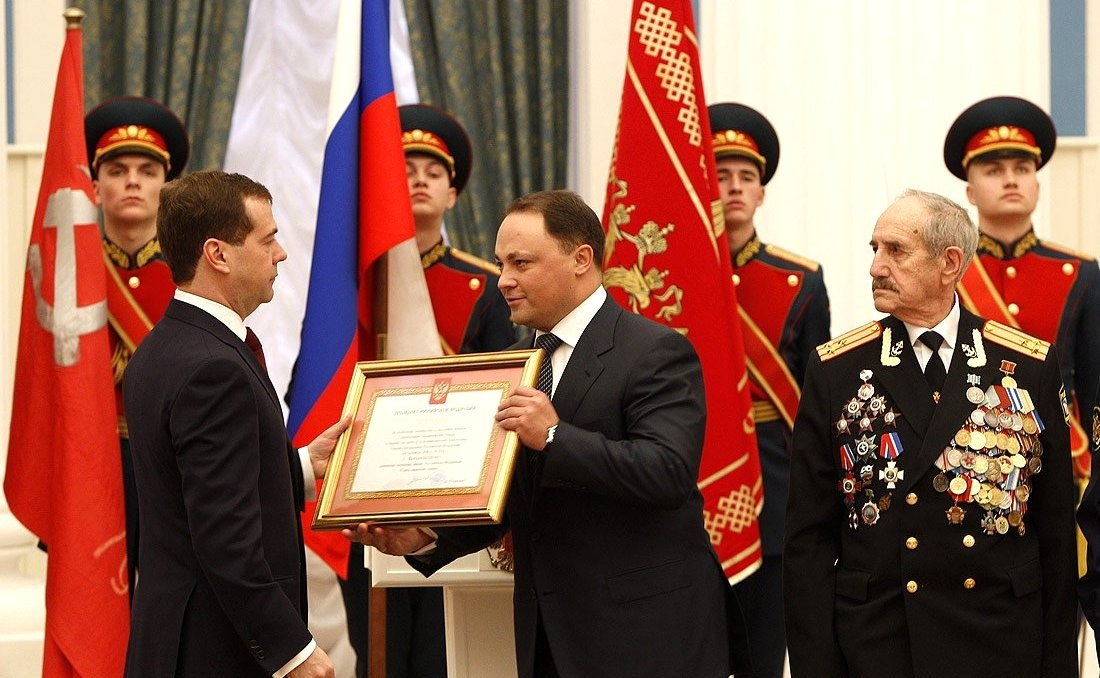
Вручение президентом главе Владивостока И. Пушкареву грамоты о присвоении почётного звания
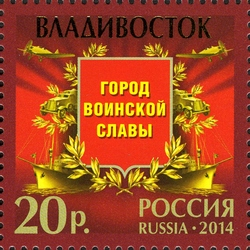
Памятная марка «Владивосток — город воинской славы»
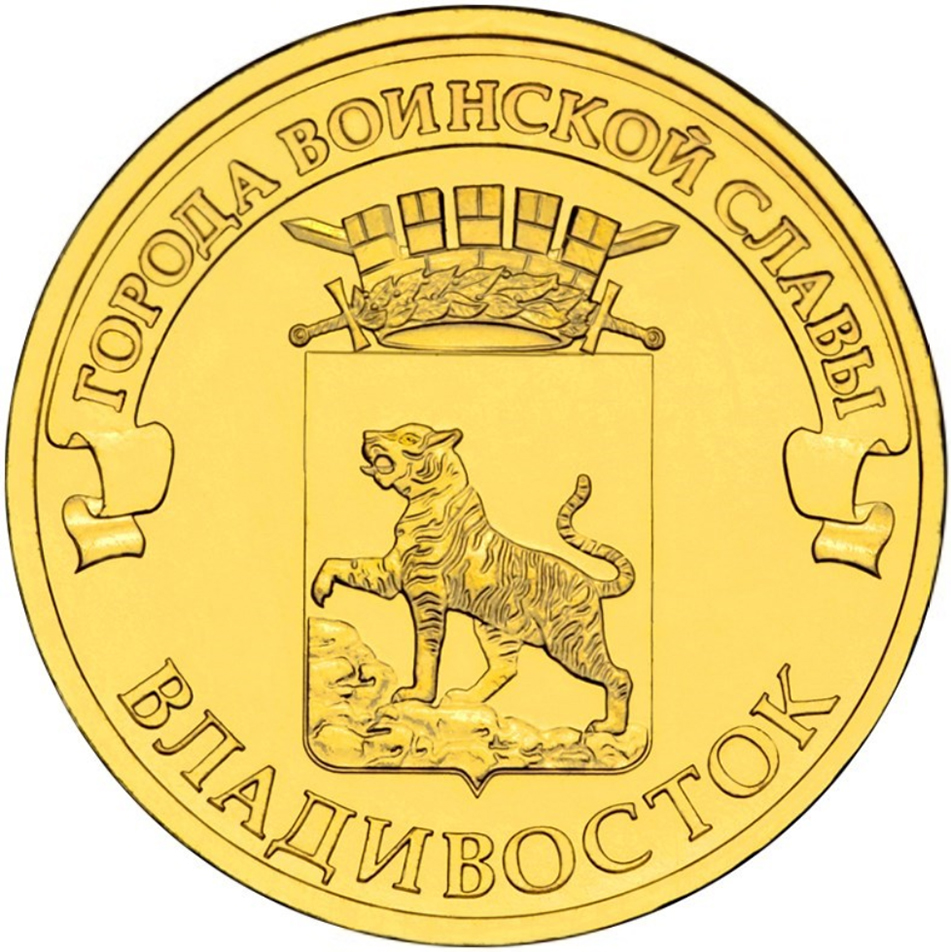
Изображение герба города воинской славы на монете достоинством 10 рублей
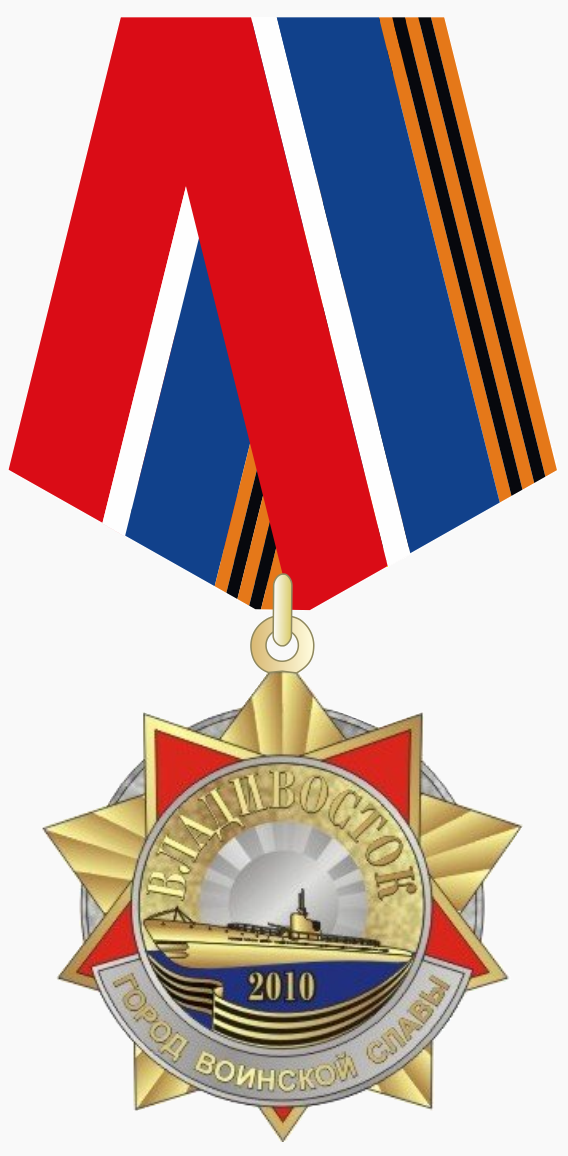
Памятный знак «Владивосток — город воинской славы»

## Описание
Архитектурно-скульптурное решение памятной стелы «Город воинской славы» утверждено Российским Организационным Комитетом «Победа» по результатам открытого всероссийского конкурса, в котором в 2008 году победил проект авторского коллектива в составе: Заслуженный архитектор России, действительный член Международной академии архитектуры И. Н. Воскресенский, архитекторы Г. А. Ишкильдина, В. В. Перфильев, Заслуженный художник России, член-корреспондент Российской академии художеств, скульптор С. А. Щербаков.
В центре невысокого квадратного в плане постамента установлена стела высотой около 10 метров, увенчанная двуглавым орлом — гербом Российской Федерации.
На стеле укреплён бронзовый картуш с текстом Указа Президента Российской Федерации, на тыльной стороне стелы — картуш с гербом Владивостока.
По углам постамента установлено четыре пилона, на каждом из них укреплено по четыре бронзовых барельефа. Изображения на барельефах иллюстрируют ратный подвиг владивостокцев в разные годы истории города.

Транспорт «Манджур» доставил на берег бухты Золотой Рог солдат под командованием прапорщика Комарова, первостроителей Владивостока.
Владивостокский отряд крейсеров.
Первые русские подводные лодки на Тихом океане.
Корабль идёт каналом между Русским островом и островом Елены.
Врагу не сдаётся наш гордый «Варяг».
Первая Тихоокеанская эскадра.
Оборона Порт-Артура.
Вторая Тихоокеанская эскадра.

Русско-японская война.
«И зовёт нас на подвиг Россия…». Владивостокцы на фронтах Первой мировой войны.
Хасанские бои.
Владивостокская крепость.
Герой Социалистического Труда, первая в мире женщина — капитан дальнего плавания Анна Ивановна Щетинина и пароход «Жан Жорес», которым она командовала.
Советско-японская война.
Ракетный крейсер «Варяг».
Владивосток — пункт базирования Тихоокеанского флота России. Атомная подводная лодка.